# شارلوته فون كالب
     لشخصية أخرى تحمل اسم شارلوته فون، طالع شارلوته فون (توضيح).

شارلوته صوفيا يوليانه فون كالب (بالألمانية: Charlotte Sophie Juliane von Kalb) (ولدت في فالترسهاوزن في جرابفيلت في يوليو 1761- ماتت في برلين في مايو 1843) هي أديبة ألمانية. نشرت أعمالها بعد موتها، كتبت عدة قصائد ورواية واحدة هي «كورنيليا» ومجموعة رسائل.

## حياتها
كانت شارلوته فون كالب صديقة للعديد من الأدباء ومنهم، شيللر وغوته وهولدرلين وجان باول. وكذلك بالعديد من الرسامين ومنهم يوهان فريدريش أوجوست تيشباين ويوهان هاينريش شميت، وقد رسم كل واحد منهما لوحة لها.
تزوجت شارلوته في عام 1783 بهاينريش فون كالب، الذي لم تكن تكن له أي عاطفة. وقد تعرفت في عام 1784 في مانهايم على شيللر. وحين غادر شيللر مانهايم في عام 1785, تطورت العلاقة بينهما إلى علاقة حب. وفي عام 1787 أقامت في فايمار، وكانت تفكر في الزواج من شيللر، الذي انتقل هو الآخر إلى فايمار في تلك الفترة.
ولكن هذه العلاقة انتهت في النهاية، ولم يتزوجا. وقد ربطت بينها وبين جان باول علاقة إعجاب، دفعت به إلى تجسيد شخصيتها في روايته «تيتان» في شخصية ليندا.
وفي عام 1804 فقدت شارلوته كل ثروتها، فانتحر زوجها في عام 1806 بإطلاق الرصاص على نفسه، وكذلك انتحر ابنها الأكبر بعد ذلك بفترة وجيزة. وقد مات ابنها الصغر في حياتها، ولم يعش بعد موتها إلا ابنتها إدا Edda.
وقد عاشت شارلوته في برلين من سنة 1820 حين فقدت بصرها حتى وفاتها. وقد كتب على رخام قبرها السطرين التاليين:
"يقول التراب، أنني إنسان
ويقول الوجود، أنني روح أيضا"

## أعمالها
لم تنشر شارلوته فون كالب في حياتها أي شيء من أعمالها. وقد نشرت مذكراتها بعد موتها في برلين، ونشرت ابنتها أعمالها الشعرية وروايتها «كورنيليا» Cornelia في عام 1851, التي تحمل ملامح ذاتية من حياتها. وفي عام 1882 نشرت مجموعة رسائلها إلى جان باول وزوجته.

## روابط خارجية
- شارلوته فون كالب على موقع ديسكوغز (الإنجليزية)